# María Guardiola
María Guardiola Martín (Cáceres, 5 dicembre 1978) è una politica e funzionaria spagnola, dal 17 luglio 2023 Presidente della Giunta dell'Estremadura ed esponente del Partito Popolare.

## Biografia
Nata a Cáceres, ha conseguito la laurea in Economia e Gestione Aziendale e il diploma in Scienze Aziendali presso l'Università dell'Estremadura nel 2018, ottenendo uno dei migliori record della sua classe. Ha lavorato come funzionaria di carriera per la Giunta dell'Estremadura.

## Carriera politica
Nel luglio 2022, è stata l'unica candidata che ha raccolto i consensi necessari per candidarsi alle primarie del PP dell'Estremadura per sostituire il leader del partito dal 2008, José Antonio Monago .  La sua precedente esperienza in politica è stata quella di consigliere comunale di Cáceres, dove il PP è stato all'opposizione fino al 2023, data in cui il Partito Popolare ha vinto le elezioni amministrative ed eleggendo un suo esponente alla carica di sindaco. È stata scelta come candidata da Pablo Casado e successivamente sostenuta dal suo successore, Alberto Núñez Feijóo.

### Presidente dell'Estremadura (2023-)
Dopo le elezioni regionali del 2023, nella nuova legislatura dell'Assemblea dell'Estremadura si è prefigurata una situazione di sostanziale parità nei seggi tra i 2 partiti maggiori: il PSOE con 28 seggi e il PP con 28 seggi. Se il PSOE avesse voluto continuare a governare (riconfermando quindi l'uscente Guillermo Fernández Vara) avrebbe naturalmente dovuto allearsi con la lista di sinistra Podemos, arrivando a 32 seggi (28 del PSOE + i 4 di Podemos). Nonostante ciò, il Partito Popolare disponeva 28 seggi e il partito di estrema destra Vox ne aveva totalizzati 5. Potenzialmente, si verificava la possibilità che il PP (centrodestra) si alleasse con Vox per formare un'alleanza di destra per governare. 
María Guardiola, candidata Presidente per il Partito Popolare, ha rifiutato sin dai primi momenti l'ipotesi di un governo in coalizione con Vox, definendo il partito come "sessista, omofobo e xenofobo", e che "Il governo dell'Estremadura non è deciso da Madrid" (alludendo al Presidente del PP Alberto Núñez Feijóo, che aveva consigliato di lasciare governare la lista più votata e di non avere problemi a non governare).
Tuttavia, nelle settimane successive, Guardiola utilizza toni più concilianti verso la possibile alleanza, ufficializzandola e accettando la coalizione PP-Vox.
Giura per la carica di Presidente della Giunta dell'Estremadura il 14 luglio 2023 e ne assume le funzioni il 17 luglio.